# Coppa del Mondo di nuoto 2007
La XIX edizione della Coppa del Mondo di nuoto (FINA/Arena Swimming World Cup 2007) si disputò dal 19 ottobre al 25 novembre 2007.
Furono disputate sette tappe, divise in tre cluster o "zone geografiche", sei delle quali riconfermate rispetto all'edizione precedente, mentre si nuotò a Singapore per la prima volta. In questa edizione il calendario fu stabilizzato nel periodo ottobre-novembre, fu introdotto un nuovo sistema di punteggio basato sulla classifica delle prestazioni di ogni singola tappa.
Il trofeo maschile fu vinto dallo statunitense Randall Bal, che si aggiudicò tutte le 21 gare di dorso disputate nel corso della stagione. In campo femminile si riconfermò la campionessa uscente Therese Alshammar.

## Calendario
| Cluster               | # | Date             | Sede                    | Impianto                            |
| --------------------- | - | ---------------- | ----------------------- | ----------------------------------- |
| Africa/ Asia/ Oceania | 1 | 19 - 20 ottobre  | Durban, Sudafrica       | Kings Park Aquatic Centre           |
| Africa/ Asia/ Oceania | 2 | 27 - 28 ottobre  | Singapore               | Singapore Sports School             |
| Africa/ Asia/ Oceania | 3 | 2 - 3 novembre   | Sydney, Australia       | Sydney International Aquatic Centre |
| Europa                | 4 | 9 - 10 novembre  | Mosca, Russia           | Olympiisky Tcenter                  |
| Europa                | 5 | 13 - 14 novembre | Stoccolma, Svezia       | Eriksdalsbadet                      |
| Europa                | 6 | 17 - 18 novembre | Berlino, Germania       | Europa-Sportpark                    |
| America               | 7 | 23 - 25 novembre | Belo Horizonte, Brasile | Minas Tênis Clube                   |

## Classifiche finali

### Maschile
| Pos.    | Atleta             | Nazionale     | Tot. | Sudafrica (bandiera) | Singapore (bandiera) | Australia (bandiera) | Russia (bandiera) | Svezia (bandiera) | Germania (bandiera) | Brasile (bandiera) |
| ------- | ------------------ | ------------- | ---- | -------------------- | -------------------- | -------------------- | ----------------- | ----------------- | ------------------- | ------------------ |
| Oro     | Randall Bal        | Stati Uniti   | 186  | 25                   | 25                   | 25                   | 20                | 25                | 16                  | 50                 |
| Argento | Stefan Nystrand    | Svezia        | 101  | -                    | -                    | -                    | 16                | 20                | 25(+40)             | -                  |
| Bronzo  | Thiago Pereira     | Brasile       | 96   | -                    | -                    | -                    | -                 | 16                | 20(+20)             | 40                 |
| 4       | Gerhardus Zandberg | Sudafrica     | 79   | 20                   | -                    | -                    | 7                 | 13                | 13                  | 26                 |
| 5       | Roland Schoeman    | Sudafrica     | 70   | 16                   | 16                   | -                    | -                 | 3                 | 3                   | 32                 |
| 6       | Nikolaj Skvorcov   | Russia        | 65   | -                    | 20                   | 20                   | 25                | -                 | -                   | -                  |
| 7       | Park Tae-hwan      | Corea del Sud | 33   | -                    | -                    | 16                   | -                 | 7                 | 10                  | -                  |
| 8       | Eamon Sullivan     | Australia     | 30   | -                    | -                    | 7                    | 13                | 10                | -                   | -                  |
| 9       | Arkadij Vjatčanin  | Russia        | 29   | 10                   | 7                    | -                    | -                 | -                 | 2                   | 10                 |
| 10      | Kaio de Almeida    | Brasile       | 20   | -                    | -                    | -                    | -                 | -                 | -                   | 20                 |
| 11      | Fernando Da Silva  | Brasile       | 14   | -                    | -                    | -                    | -                 | -                 | -                   | 14                 |
| 12      | Christian Sprenger | Australia     | 13   | -                    | -                    | 13                   | -                 | -                 | -                   | -                  |
| 12      | Kenrick Monk       | Australia     | 13   | -                    | 13                   | -                    | -                 | -                 | -                   | -                  |
| 12      | Ashley Delaney     | Australia     | 13   | -                    | 13                   | -                    | -                 | -                 | -                   | -                  |
| 12      | Christian Kubusch  | Germania      | 13   | 13                   | -                    | -                    | -                 | -                 | -                   | -                  |

### Femminile
| Pos.    | Atleta                | Nazionale   | Tot. | Sudafrica (bandiera) | Singapore (bandiera) | Australia (bandiera) | Russia (bandiera) | Svezia (bandiera) | Germania (bandiera) | Brasile (bandiera) |
| ------- | --------------------- | ----------- | ---- | -------------------- | -------------------- | -------------------- | ----------------- | ----------------- | ------------------- | ------------------ |
| Oro     | Therese Alshammar     | Svezia      | 150  | 20                   | 20                   | -                    | 25                | 25                | 20                  | 40                 |
| Argento | Natalie Coughlin      | Stati Uniti | 120  | 25                   | 25(+20)              | -                    | -                 | -                 | -                   | 50                 |
| Bronzo  | Marleen Veldhuis      | Paesi Bassi | 65   | -                    | -                    | -                    | -                 | 20                | 25(+20)             | -                  |
| 4       | Josefin Lillhage      | Svezia      | 63   | 10                   | -                    | -                    | 20                | 7                 | -                   | 26                 |
| 5       | Liza-Marie Retief     | Sudafrica   | 45   | 13                   | -                    | -                    | -                 | -                 | -                   | 32                 |
| 6       | Anna-Karin Kammerling | Svezia      | 32   | 16                   | -                    | -                    | -                 | 16                | -                   | -                  |
| 7       | Libby Lenton          | Australia   | 25   | -                    | -                    | 25                   | -                 | -                 | -                   | -                  |
| 8       | Leisel Jones          | Australia   | 20   | -                    | -                    | 20                   | -                 | -                 | -                   | -                  |
| 8       | Tatiana Barbosa       | Brasile     | 20   | -                    | -                    | -                    | -                 | -                 | -                   | 20                 |
| 10      | Dara Torres           | Stati Uniti | 16   | -                    | -                    | -                    | -                 | -                 | 16                  | -                  |
| 10      | Bronte Barratt        | Australia   | 16   | -                    | -                    | 16                   | -                 | -                 | -                   | -                  |
| 10      | Otylia Jędrzejczak    | Polonia     | 16   | -                    | -                    | -                    | 13                | 3                 | -                   | -                  |
| 10      | Sophie Edington       | Australia   | 16   | -                    | 13                   | 3                    | -                 | -                 | -                   | -                  |
| 10      | Katarzyna Baranowska  | Polonia     | 16   | -                    | -                    | -                    | 16                | -                 | -                   | -                  |
| 10      | Tao Li                | Singapore   | 16   | -                    | 16                   | -                    | -                 | -                 | -                   | -                  |

## Vincitori

### Durban
Fonte
| Gara         | Atleti                               | Perf.         | Gara  | Atleti                                  | Perf.           | Gara   | Atleti                                  | Perf.           |
| ------------ | ------------------------------------ | ------------- | ----- | --------------------------------------- | --------------- | ------ | --------------------------------------- | --------------- |
| Stile libero |                                      |               |       |                                         |                 |        |                                         |                 |
| 50 m         | Gerhardus Zandberg Therese Alshammar | 21"59 24"17   | 200 m | Kyle Richardson Josefin Lillhage        | 1'46"88 1'55"40 | 800 m  | Kathryn Maeklim                         | 8'29"23         |
| 100 m        | Roland Schoeman Josefin Lillhage     | 47"40 53"53   | 400 m | Christian Kubusch Josefin Lillhage      | 3'44"53 4'06"03 | 1500 m | Christian Kubusch                       | 15'01"90        |
| Dorso        |                                      |               |       |                                         |                 |        |                                         |                 |
| 50 m         | Randall Bal Antje Buschschulte       | 23"79 27"53   | 100 m | Randall Bal Natalie Coughlin            | 51"13 57"21     | 200 m  | Randall Bal Antje Buschschulte          | 1'53"15 2'08"31 |
| Rana         |                                      |               |       |                                         |                 |        |                                         |                 |
| 50 m         | Gerhardus Zandberg Suzaan van Biljon | 27"53 31"13   | 100 m | Cameron van der Burgh Suzaan van Biljon | 1'00"33 1'06"67 | 200 m  | Cameron van der Burgh Suzaan van Biljon | 2'11"37 2'22"45 |
| Farfalla     |                                      |               |       |                                         |                 |        |                                         |                 |
| 50 m         | Roland Schoeman Therese Alshammar    | 23"45 25"64   | 100 m | Gabriel Mangabeira Natalie Coughlin     | 53"37 56"60     | 200 m  | Sebastien Rousseau Mandy Loots          | 1'57"48 2'07"14 |
| Misti        |                                      |               |       |                                         |                 |        |                                         |                 |
| 100 m        | Gerhardus Zandberg Natalie Coughlin  | 53"93 1'00"59 | 200 m | Wesley Gilchrist Mandy Loots            | 2'00"16 2'10"97 | 400 m  | Riaan Schoeman Zsuzsanna Jakabos        | 4'13"62 4'36"23 |

### Singapore
Fonte
| Gara         | Atleti                             | Perf.       | Gara  | Atleti                            | Perf.           | Gara   | Atleti                         | Perf.           |
| ------------ | ---------------------------------- | ----------- | ----- | --------------------------------- | --------------- | ------ | ------------------------------ | --------------- |
| Stile libero |                                    |             |       |                                   |                 |        |                                |                 |
| 50 m         | Roland Schoeman Therese Alshammar  | 21"61 24"02 | 200 m | Kenrick Monk Melissa Corfe        | 1'45"54 1'58"77 | 800 m  | Yurie Yano                     | 8'28"67         |
| 100 m        | Roland Schoeman Therese Alshammar  | 47"34 53"67 | 400 m | Kenrick Monk Melissa Corfe        | 3'49"31 4'09"61 | 1500 m | Matt Woodrow                   | 15'27"85        |
| Dorso        |                                    |             |       |                                   |                 |        |                                |                 |
| 50 m         | Randall Bal Sophie Edington        | 23"94 27"62 | 100 m | Randall Bal Natalie Coughlin      | 50"91 56"51     | 200 m  | Randall Bal Sophie Edington    | 1'52"88 2'07"30 |
| Rana         |                                    |             |       |                                   |                 |        |                                |                 |
| 50 m         | Roland Schoeman Olivia Halicek     | 27"45 31"27 | 100 m | Dmitrij Komornikov Joline Höstman | 1'00"15 1'07"41 | 200 m  | William Diering Joline Höstman | 2'09"36 2'25"42 |
| Farfalla     |                                    |             |       |                                   |                 |        |                                |                 |
| 50 m         | Nikolaj Skvorcov Therese Alshammar | 23"48 25"69 | 100 m | Nikolaj Skvorcov Natalie Coughlin | 51"47 56"35     | 200 m  | Nikolaj Skvorcov Yurie Yano    | 1'53"26 2'08"26 |
| Misti        |                                    |             |       |                                   |                 |        |                                |                 |
| 100 m        | Roland Schoeman Natalie Coughlin   | 53"87 59"12 | 200 m | Mitchell Bacon Samantha Hamill    | 1'59"40 2'12"04 | 400 m  | Mitchell Bacon Samantha Hamill | 4'16"68 4'37"90 |

### Sydney
Fonte
| Gara         | Atleti                           | Perf.         | Gara  | Atleti                           | Perf.           | Gara   | Atleti                           | Perf.           |
| ------------ | -------------------------------- | ------------- | ----- | -------------------------------- | --------------- | ------ | -------------------------------- | --------------- |
| Stile libero |                                  |               |       |                                  |                 |        |                                  |                 |
| 50 m         | Eamon Sullivan Libby Lenton      | 21"52 23"98   | 200 m | Park Tae-hwan Libby Lenton       | 1'43"38 1'54"22 | 800 m  | Kylie Palmer                     | 8'15"96         |
| 100 m        | Eamon Sullivan Libby Lenton      | 47"15 52"20   | 400 m | Park Tae-hwan Bronte Barratt     | 3'39"99 3'59"94 | 1500 m | Park Tae-hwan                    | 14'49"94        |
| Dorso        |                                  |               |       |                                  |                 |        |                                  |                 |
| 50 m         | Randall Bal Tayliah Zimmer       | 23"42 27"31   | 100 m | Randall Bal Elizabeth Simmonds   | 50"78 58"14     | 200 m  | Randall Bal Elizabeth Simmonds   | 1'51"78 2'05"21 |
| Rana         |                                  |               |       |                                  |                 |        |                                  |                 |
| 50 m         | Christian Sprenger Leisel Jones  | 27"12 30"03   | 100 m | Christian Sprenger Leisel Jones  | 58"71 1'07"37   | 200 m  | Christian Sprenger Leisel Jones  | 2'07"01 2'20"84 |
| Farfalla     |                                  |               |       |                                  |                 |        |                                  |                 |
| 50 m         | Evgenij Korotyškin Libby Lenton  | 23"52 25"56   | 100 m | Nikolaj Skvorcov Felicity Galvez | 51"07 57"63     | 200 m  | Nikolaj Skvorcov Felicity Galvez | 1'52"07 2'05"40 |
| Misti        |                                  |               |       |                                  |                 |        |                                  |                 |
| 100 m        | Liam Tancock Hanna-Maria Seppälä | 53"71 1'00"73 | 200 m | Liam Tancock Stephanie Rice      | 1'56"93 2'10"88 | 400 m  | Dean Kent Stephanie Rice         | 4'11"15 4'32"63 |

### Mosca
Fonte
| Gara         | Atleti                                  | Perf.         | Gara  | Atleti                                  | Perf.           | Gara   | Atleti                              | Perf.           |
| ------------ | --------------------------------------- | ------------- | ----- | --------------------------------------- | --------------- | ------ | ----------------------------------- | --------------- |
| Stile libero |                                         |               |       |                                         |                 |        |                                     |                 |
| 50 m         | Eamon Sullivan Therese Alshammar        | 21"31 24"21   | 200 m | Romāns Miloslavskis Josefin Lillhage    | 1'45"77 1'55"53 | 800 m  | Elena Sokolova                      | 8'34"78         |
| 100 m        | Stefan Nystrand Josefin Lillhage        | 46"60 53"66   | 400 m | Jurij Prilukov Petra Dallmann           | 3'42"20 4'09"91 | 1500 m | Mateusz Sawrymowicz                 | 14'37"28        |
| Dorso        |                                         |               |       |                                         |                 |        |                                     |                 |
| 50 m         | Randall Bal Iryna Amshennikova          | 23"50 28"12   | 100 m | Randall Bal Iryna Amshennikova          | 50"99 59"17     | 200 m  | Randall Bal Iryna Amshennikova      | 1'52"39 2'07"39 |
| Rana         |                                         |               |       |                                         |                 |        |                                     |                 |
| 50 m         | Gerhardus Zandberg Julija Efimova       | 27"45 30"80   | 100 m | Grigorij Falko Julija Efimova           | 59"70 1'07"52   | 200 m  | Grigorij Falko Julija Efimova       | 2'09"79 2'25"08 |
| Farfalla     |                                         |               |       |                                         |                 |        |                                     |                 |
| 50 m         | Nikolaj Skvorcov Therese Alshammar      | 23"28 25"88   | 100 m | Nikolaj Skvorcov Martina Moravcová      | 50"97 58"26     | 200 m  | Nikolaj Skvorcov Otylia Jędrzejczak | 1'50"74 2'06"92 |
| Misti        |                                         |               |       |                                         |                 |        |                                     |                 |
| 100 m        | Gerhardus Zandberg Aleksandra Urbańczyk | 53"89 1'01"12 | 200 m | Alexander Tikhonov Katarzyna Baranowska | 1'58"93 2'09"63 | 400 m  | Ilya Volovnik Katarzyna Baranowska  | 4'11"21 4'32"63 |

### Stoccolma
Fonte
| Gara         | Atleti                            | Perf.         | Gara  | Atleti                            | Perf.           | Gara   | Atleti                            | Perf.           |
| ------------ | --------------------------------- | ------------- | ----- | --------------------------------- | --------------- | ------ | --------------------------------- | --------------- |
| Stile libero |                                   |               |       |                                   |                 |        |                                   |                 |
| 50 m         | Stefan Nystrand Therese Alshammar | 21"16 23"79   | 200 m | Park Tae-hwan Josefin Lillhage    | 1'43"87 1'54"59 | 800 m  | Lotte Friis                       | 8'20"63         |
| 100 m        | Stefan Nystrand Marleen Veldhuis  | 46"48 52"30   | 400 m | Park Tae-hwan Lotte Friis         | 3'42"14 4'03"71 | 1500 m | Park Tae-hwan                     | 14'36"42        |
| Dorso        |                                   |               |       |                                   |                 |        |                                   |                 |
| 50 m         | Randall Bal Daniela Samulski      | 23"49 27"52   | 100 m | Randall Bal Fabiola Molina        | 51"01 58"98     | 200 m  | Randall Bal Iryna Amshennikova    | 1'51"85 2'07"30 |
| Rana         |                                   |               |       |                                   |                 |        |                                   |                 |
| 50 m         | Robin van Aggele Julija Efimova   | 29"19 30"42   | 100 m | Robin van Aggele Julija Efimova   | 59"14 1'05"41   | 200 m  | Robin van Aggele Julija Efimova   | 2'08"85 2'21"41 |
| Farfalla     |                                   |               |       |                                   |                 |        |                                   |                 |
| 50 m         | Roland Schoeman Therese Alshammar | 23"14 25"54   | 100 m | Andrew Lauterstein Inge Dekker    | 51"60 57"10     | 200 m  | Paweł Korzeniowski Audrey Lacroix | 1'53"19 2'04"53 |
| Misti        |                                   |               |       |                                   |                 |        |                                   |                 |
| 100 m        | Thiago Pereira Sophie De Ronchi   | 52"97 1'00"81 | 200 m | Thiago Pereira Otylia Jędrzejczak | 1'55"08 2'10"06 | 400 m  | Thiago Pereira Jessica Pengelly   | 4'06"30 4'38"27 |

### Berlino
Fonte
| Gara         | Atleti                               | Perf.         | Gara  | Atleti                            | Perf.           | Gara   | Atleti                         | Perf.           |
| ------------ | ------------------------------------ | ------------- | ----- | --------------------------------- | --------------- | ------ | ------------------------------ | --------------- |
| Stile libero |                                      |               |       |                                   |                 |        |                                |                 |
| 50 m         | Stefan Nystrand Marleen Veldhuis     | 20"93 23"58   | 200 m | Park Tae-hwan Laure Manaudou      | 1'42"22 1'53"48 | 800 m  | Alessia Filippi                | 8'16"35         |
| 100 m        | Stefan Nystrand Marleen Veldhuis     | 45"83 52"14   | 400 m | Park Tae-hwan Federica Pellegrini | 3'36"68 4'02"29 | 1500 m | Park Tae-hwan                  | 14'34"39        |
| Dorso        |                                      |               |       |                                   |                 |        |                                |                 |
| 50 m         | Randall Bal Antje Buschschulte       | 23"33 26"94   | 100 m | Randall Bal Janine Pietsch        | 50"66 58"34     | 200 m  | Randall Bal Antje Buschschulte | 1'50"42 2'05"92 |
| Rana         |                                      |               |       |                                   |                 |        |                                |                 |
| 50 m         | Cameron van der Burgh Julija Efimova | 26"88 30"29   | 100 m | Cameron van der Burgh Sarah Poewe | 58"70 1'06"14   | 200 m  | Grigorij Falko Julija Efimova  | 2'08"60 2'20"95 |
| Farfalla     |                                      |               |       |                                   |                 |        |                                |                 |
| 50 m         | Milorad Čavić Therese Alshammar      | 23"19 25"47   | 100 m | Milorad Čavić Inge Dekker         | 51"07 56"88     | 200 m  | Chen Yin Jiao Liu Yang         | 1'52"97 2'04"48 |
| Misti        |                                      |               |       |                                   |                 |        |                                |                 |
| 100 m        | Thiago Pereira Laure Manaudou        | 52"42 1'01"12 | 200 m | Thiago Pereira Laure Manaudou     | 1'53"14 2'09"27 | 400 m  | Thiago Pereira Alessia Filippi | 4'00"63 4'30"25 |

### Belo Horizonte
| Gara         | Atleti                            | Perf.       | Gara  | Atleti                             | Perf.           | Gara   | Atleti                          | Perf.           |
| ------------ | --------------------------------- | ----------- | ----- | ---------------------------------- | --------------- | ------ | ------------------------------- | --------------- |
| Stile libero |                                   |             |       |                                    |                 |        |                                 |                 |
| 50 m         | Roland Schoeman Therese Alshammar | 21"38 24"23 | 200 m | Rodrigo Castro Josefin Lillhage    | 1'45"89 1'56"95 | 800 m  | Mariana Brochado                | 8'51"60         |
| 100 m        | Roland Schoeman Josefin Lillhage  | 46"85 43"81 | 400 m | Adam Lucas Josefin Lillhage        | 3'51"88 4'11"50 | 1500 m | Luiz Arapiraca                  | 15'19"32        |
| Dorso        |                                   |             |       |                                    |                 |        |                                 |                 |
| 50 m         | Randall Bal Lize-Marie Retief     | 23"62 28"39 | 100 m | Randall Bal Natalie Coughlin       | 50"80 59"88     | 200 m  | Randall Bal Joanna Maranhão     | 1'53"18 2'13"16 |
| Rana         |                                   |             |       |                                    |                 |        |                                 |                 |
| 50 m         | Gerhardus Zandberg Tatiane Sakemi | 27"40 32"17 | 100 m | Eduardo Fischer Tatiane Sakemi     | 59"89 1'08"98   | 200 m  | Jonas Andersson Tatiane Sakemi  | 2'13"19 2'31"37 |
| Farfalla     |                                   |             |       |                                    |                 |        |                                 |                 |
| 50 m         | Lyndon Ferns Therese Alshammar    | 23"40 25"69 | 100 m | Fernando Da Silva Natalie Coughlin | 52"30 56"39     | 200 m  | Kaio de Almeida Keri-Leigh Shaw | 1'54"39 2'10"39 |
| Misti        |                                   |             |       |                                    |                 |        |                                 |                 |
| 100 m        | Roland Schoeman Natalie Coughlin  | 53"13 59"81 | 200 m | Thiago Pereira Joanna Maranhão     | 1'54"58 2'14"27 | 400 m  | Thiago Pereira Joanna Maranhão  | 4'08"49 4'42"29 |